# Kulturåret 1727

## Nya verk
- Fables av John Gay

## Födda
- 30 augusti – Giovanni Domenico Tiepolo (död 1804), italiensk konstnär.
- 9 oktober – Johann Wilhelm Hertel (död 1789), tysk tonsättare, cembalist och violinist.
- 14 december – François-Hubert Drouais (död 1775), fransk porträttmålare.
- okänt datum – Carl Seuerling (död 1795), svensk skådespelare och teaterchef.
- okänt datum – Thomas Gainsborough (död 1788), brittisk målare.
- okänt datum – Francesco Casanova (död 1802), venetiansk konstnär.
- okänt datum – Rosa Scarlatti (död 1775), italiensk operasångare.

## Avlidna
- 22 mars – Francesco Gasparini (född 1668), italiensk tonsättare.
- 9 april – Thomas von Westen (född 1682), norsk präst och missionär.
- 11 april – Heinrich Theobald Schenk (född 1656),  tysk psalmförfattare och kyrkoherde.
- 14 maj – Johan Palmroot (född 1659), svensk orientalist, teolog och kyrkoherde.
- 18 maj – Johannes van den Aveelen (född omkring 1655), holländsk tecknare, etsare och kopparstickare.
- 2 juni – Johan Gabriel Sparfwenfeldt (född 1655), svensk språkforskare och orientalist.
- 8 juni – August Hermann Francke (född 1663), tysk teolog, pietist och pedagog.
- 7 augusti – Bonde Humerus (född 1659), svensk präst och teologie professor.
- 14 augusti – William Croft (döpt 1678), brittisk organist och tonsättare verksam i London.
- 4 september – Christiane Eberhardine av Brandenburg-Bayreuth (född 1671),  polsk drottning och kulturmecenat.